# Varenna

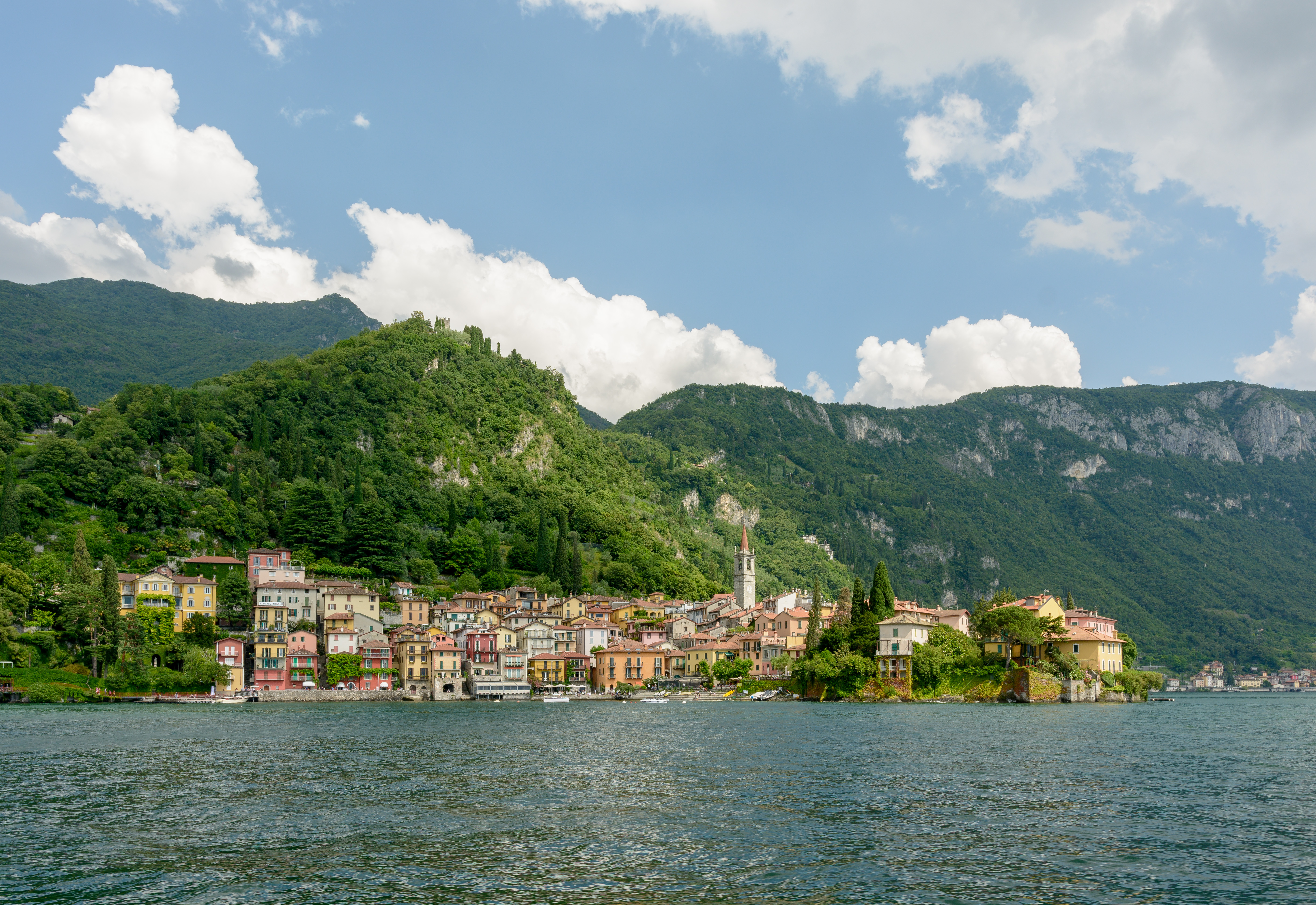
Ansicht vom See aus gesehen

Varenna ist eine Gemeinde und ein Dorf mit 723 Einwohnern (Stand 1. Januar 2022)   in der italienischen Region Lombardei in der Provinz Lecco.

## Geographie
Das Dorf liegt auf einem Felsvorsprung am Fuße des Sasso di San Defendente am Ostufer des Comer Sees bei der Mündung des Flusses Esino und umfasst die Fraktionen Fiumelatte und Pino. Es verfügt über einen kleinen alten Fischerhafen. Die Nachbargemeinden sind: Bellagio (CO), Esino Lario, Griante (CO), Lierna, Menaggio (CO), Oliveto Lario und Perledo.

## Geschichte
Der Ortsname wird erstmals 493 in der Stadtgeschichte von Mailand genannt. Der Diakon Grato von Monza erwähnte das Fischerdorf in einer Urkunde von 769.
Er war einst mit Mailand verbündet und wurde 1126 von dessen Kriegsgegner Como zerstört. 1169 gewährte es den Überlebenden der Insel Comacina Asyl, die samt Burg und Kirchen von Como zerstört wurde. Dem Quartier, wo sie sich niederließen, gaben sie den Namen Insula nova. Er wurde zum zweiten Namen der ganzen Gemeinde, die bald zur reichsten des Comersees wurde. Der Exodus der Comaciner und die Hilfsbereitschaft der Varennesi werden jährlich am Tag des heiligen Johannes gefeiert. Die bekannten Handwerksmeister von Comacina sind die Nachfahren dieser Flüchtlinge.
Als Teil der Erzdiözese Mailand, wird in Varenna neben dem römischen Ritus der ambrosianische verwendet.

## Bevölkerung
| Bevölkerungsentwicklung | Bevölkerungsentwicklung | Bevölkerungsentwicklung | Bevölkerungsentwicklung | Bevölkerungsentwicklung | Bevölkerungsentwicklung | Bevölkerungsentwicklung | Bevölkerungsentwicklung | Bevölkerungsentwicklung | Bevölkerungsentwicklung | Bevölkerungsentwicklung | Bevölkerungsentwicklung | Bevölkerungsentwicklung | Bevölkerungsentwicklung | Bevölkerungsentwicklung |
| ----------------------- | ----------------------- | ----------------------- | ----------------------- | ----------------------- | ----------------------- | ----------------------- | ----------------------- | ----------------------- | ----------------------- | ----------------------- | ----------------------- | ----------------------- | ----------------------- | ----------------------- |
| Jahr                    | 1861                    | 1871                    | 1881                    | 1901                    | 1921                    | 1931                    | 1951                    | 1961                    | 1971                    | 1981                    | 1991                    | 2001                    | 2011                    | 2022                    |
| Einwohner               | 1129                    | 1005                    | 1283                    | 1023                    | 956                     | 939                     | 909                     | 919                     | 812                     | 799                     | 843                     | 826                     | 765                     | 723                     |
| Quelle: ISTAT           |                         |                         |                         |                         |                         |                         |                         |                         |                         |                         |                         |                         |                         |                         |

## Verkehr
Die Gemeinde liegt an der Eisenbahnlinie von Mailand nach Sondrio und Tirano im Veltlin oder nach Chiavenna.
Eine Autofähre verbindet Varenna mit Cadenabbia und Menaggio am Westufer sowie mit Bellagio. Außerdem gibt es noch Bootsverbindungen zu verschiedenen weiteren Orten am See.

## Sehenswürdigkeiten
Sehenswert sind die Pfarrkirche San Giorgio (12.–14. Jahrhundert) aus dem Jahr 1313 mit ihrem hohen Glockenturm, die Seepromenade, das Castello di Vezio sowie die Villa Monastero (19.–20. Jahrhundert) und die Villa Cipressi (16.–17. Jahrhundert).

## Veranstaltungen
Seit 1954 finden in der Villa Monastero jährlich die Enrico-Fermi-Sommerschulen der Italienischen Gesellschaft für Physik statt.

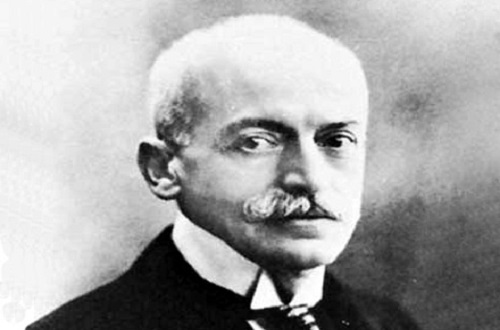
Giovanni Battista Pirelli

## Persönlichkeiten
- Giovanni Pietro dei Brentani (* um 1430 in Varenna; † nach 1468 ebenda), Maler[6]
- Santino Petrowitsch Campioni (* 1774 in Varenna; † 1847 in Moskau), russischer Bildhauer
- Andrea Brenta (* 1812 in Varenna; † 11. April 1849 in Como), Patriot, erschossen
- Giovanni Battista Pirelli (* 1848 in Varenna; † 1932 in Mailand), Gründer der Reifenfirma Pirelli

## Bilder

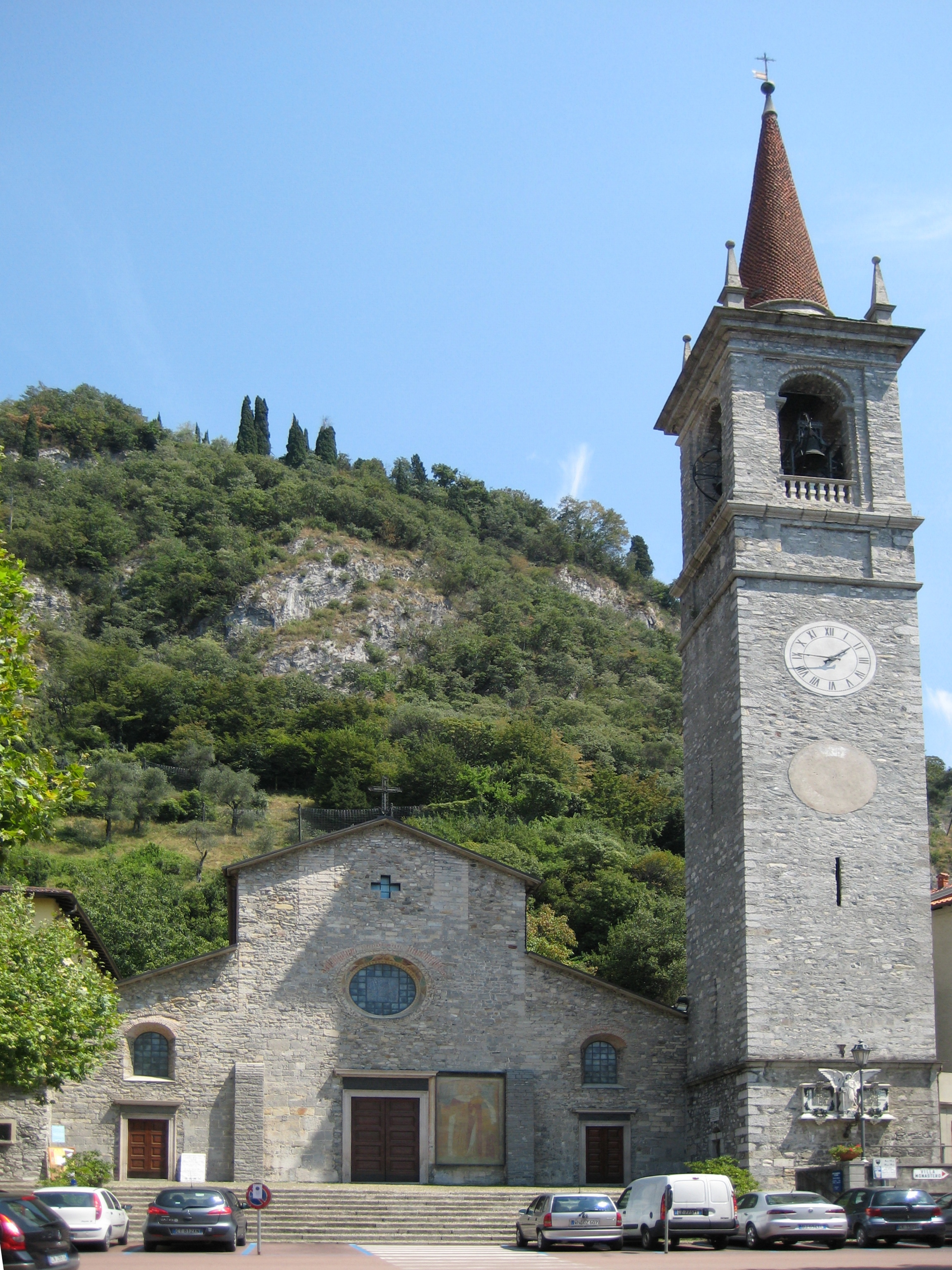
Kirche San Giorgio
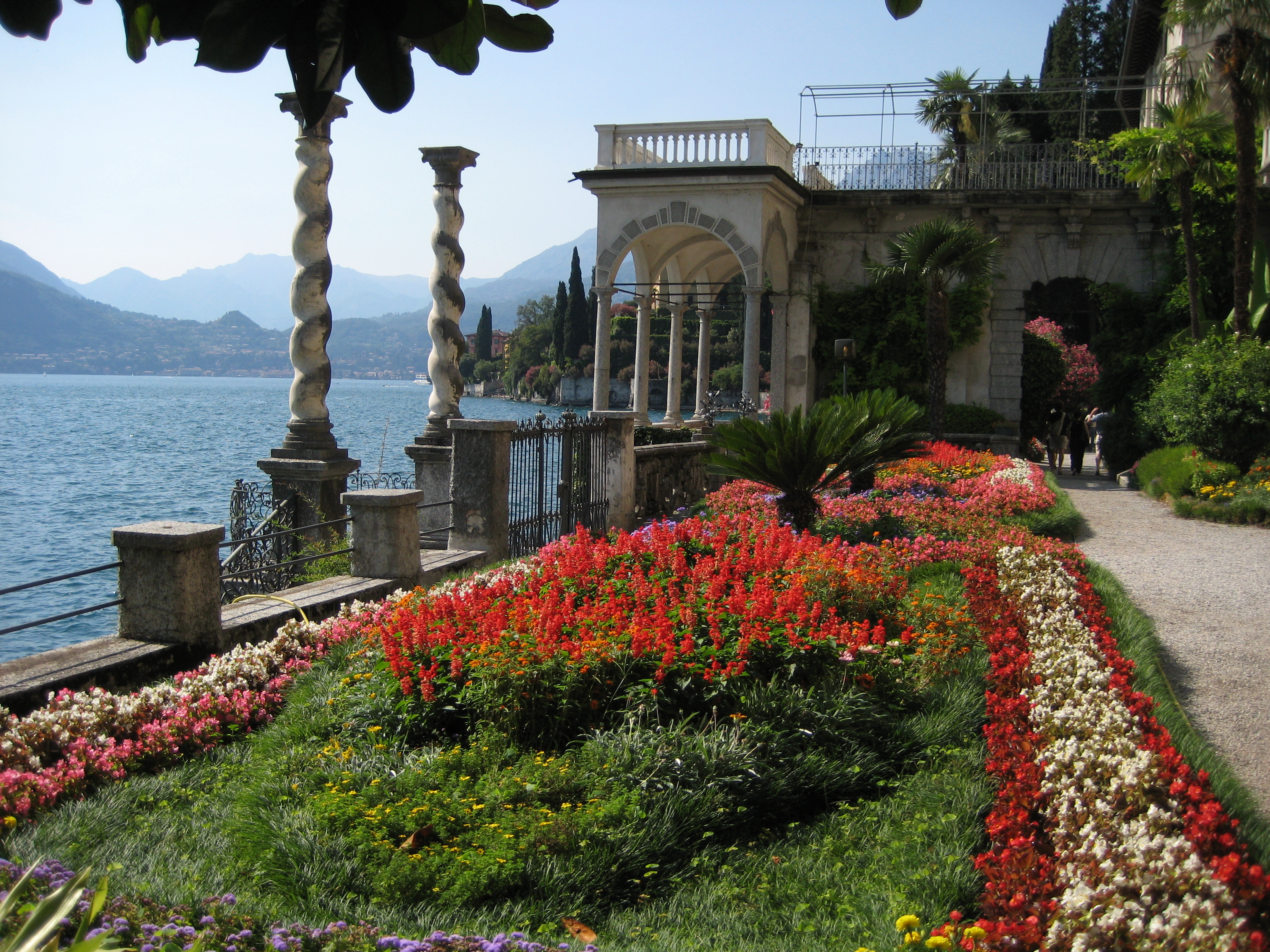
Botanischer Garten bei der Villa Monastero
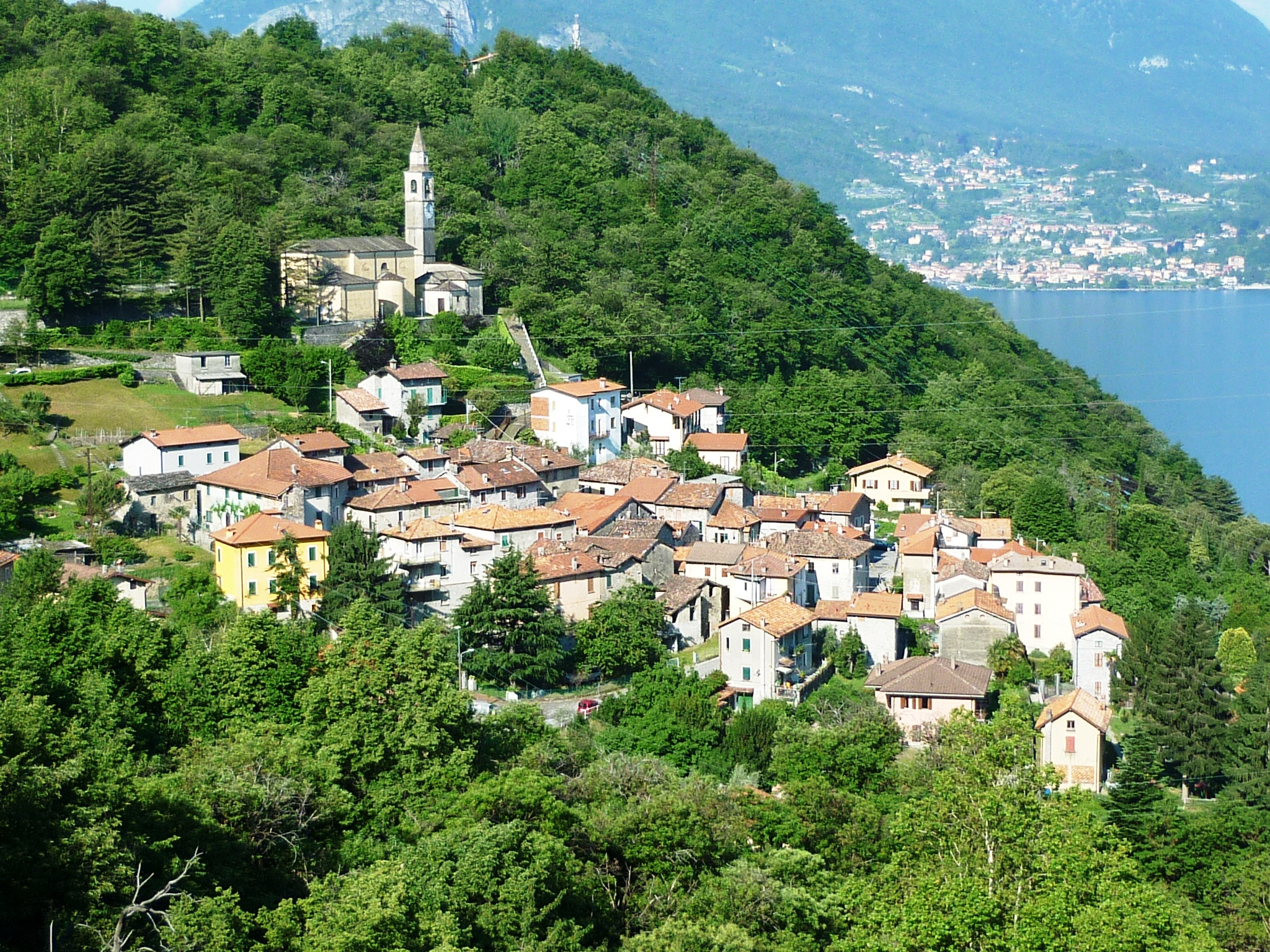
Vezio oberhalb Varenna
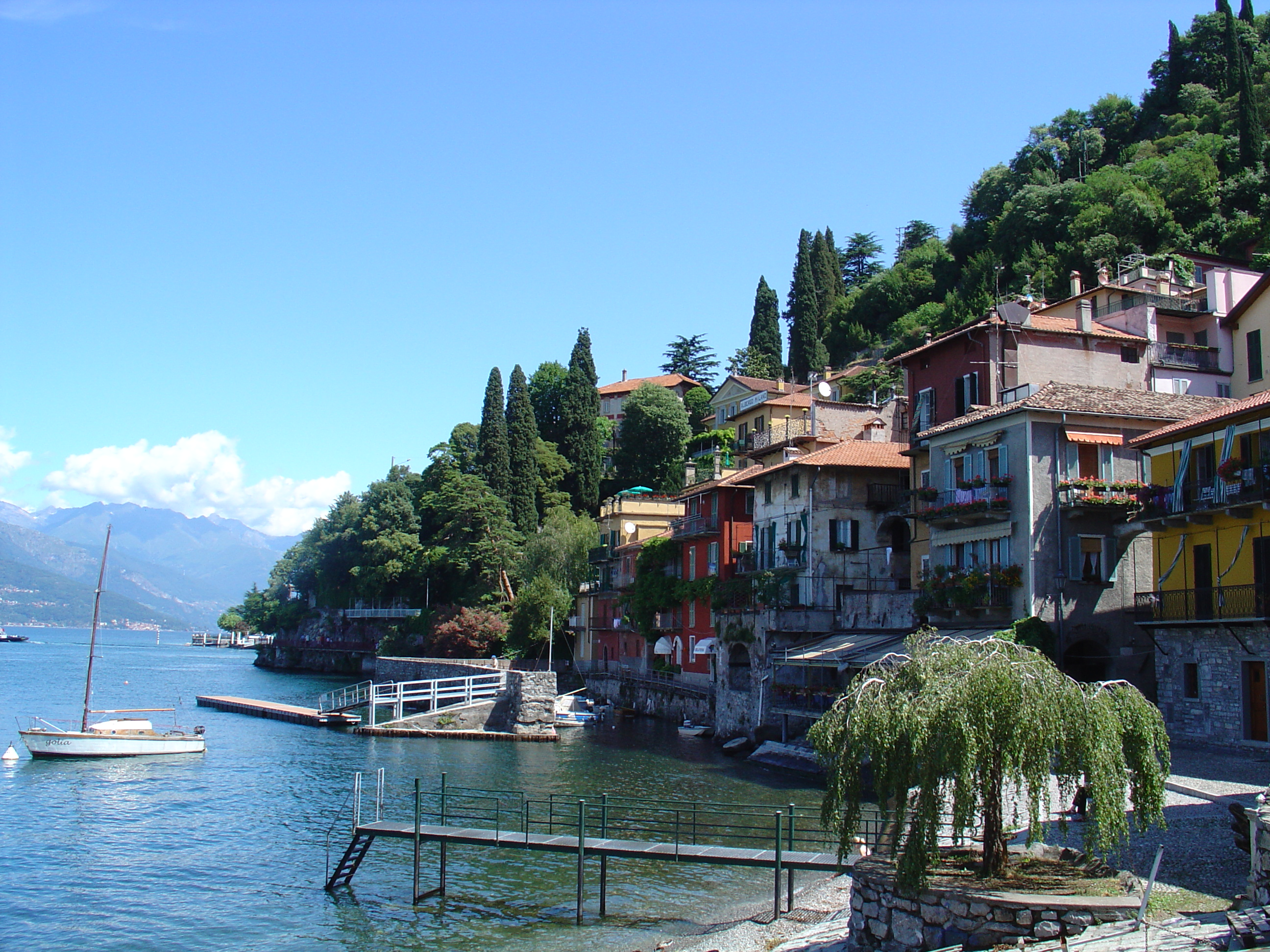
Kleiner Hafen
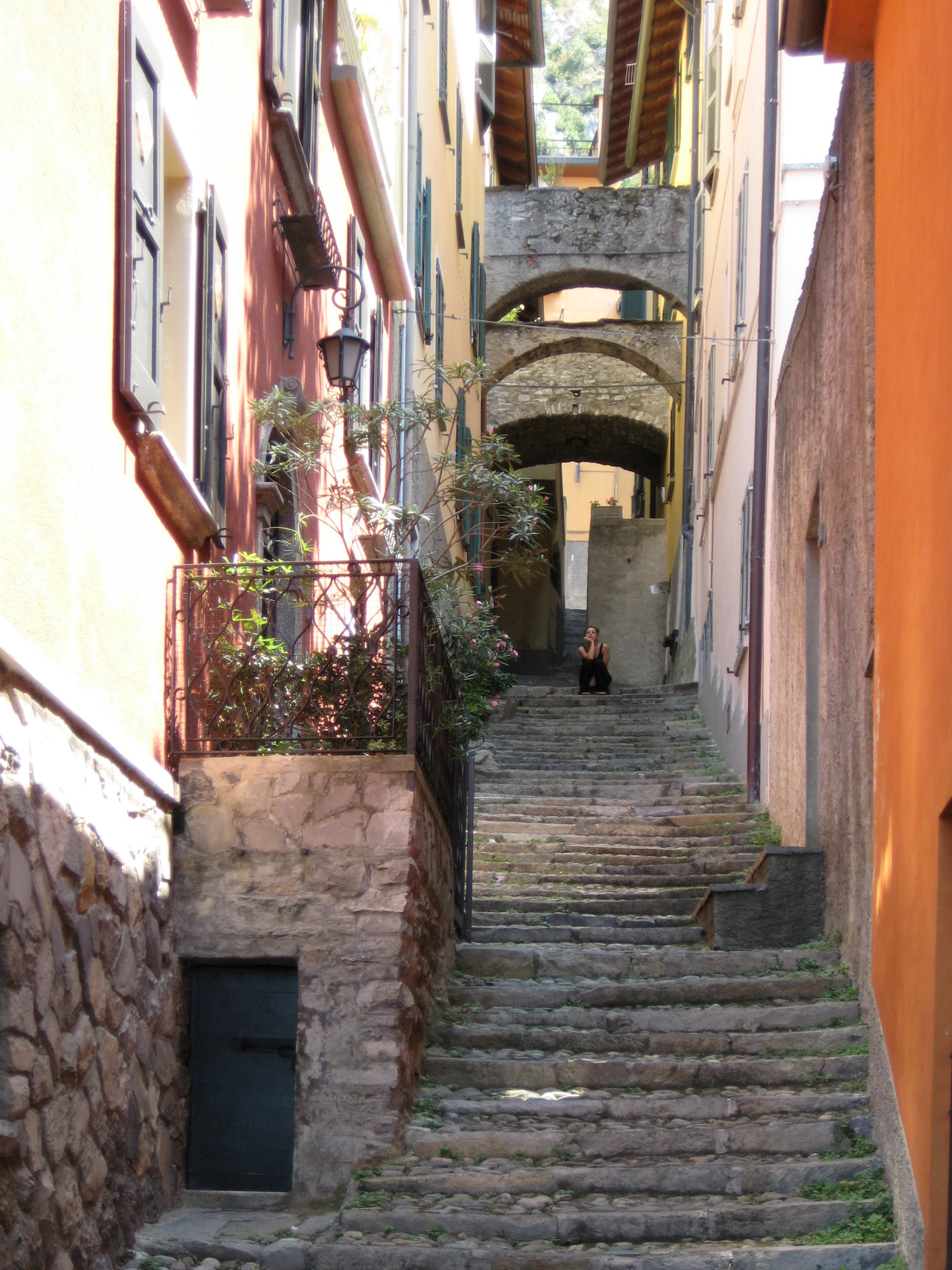
Kleine Gasse
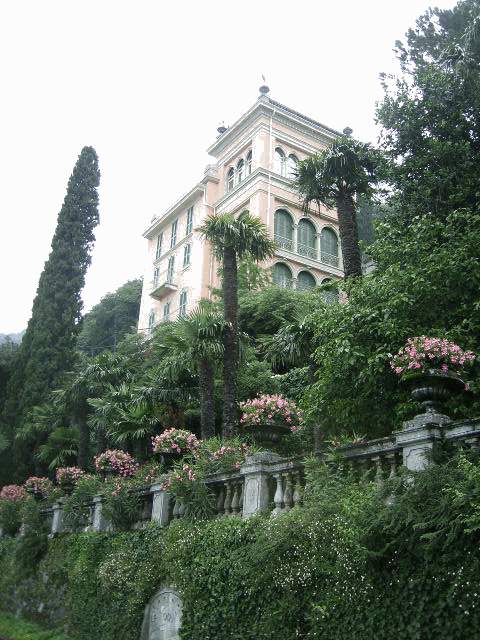
Villa Cipressi